# Município Londuimbali
Município Londuimbali är en kommun i Angola.   Den ligger i provinsen Huambo, i den centrala delen av landet, 400 km sydost om huvudstaden Luanda.
Följande samhällen finns i Município Londuimbali:
- Chela

I omgivningarna runt Município Londuimbali växer huvudsakligen savannskog. Runt Município Londuimbali är det ganska tätbefolkat, med 67 invånare per kvadratkilometer.